# Adam Kaden

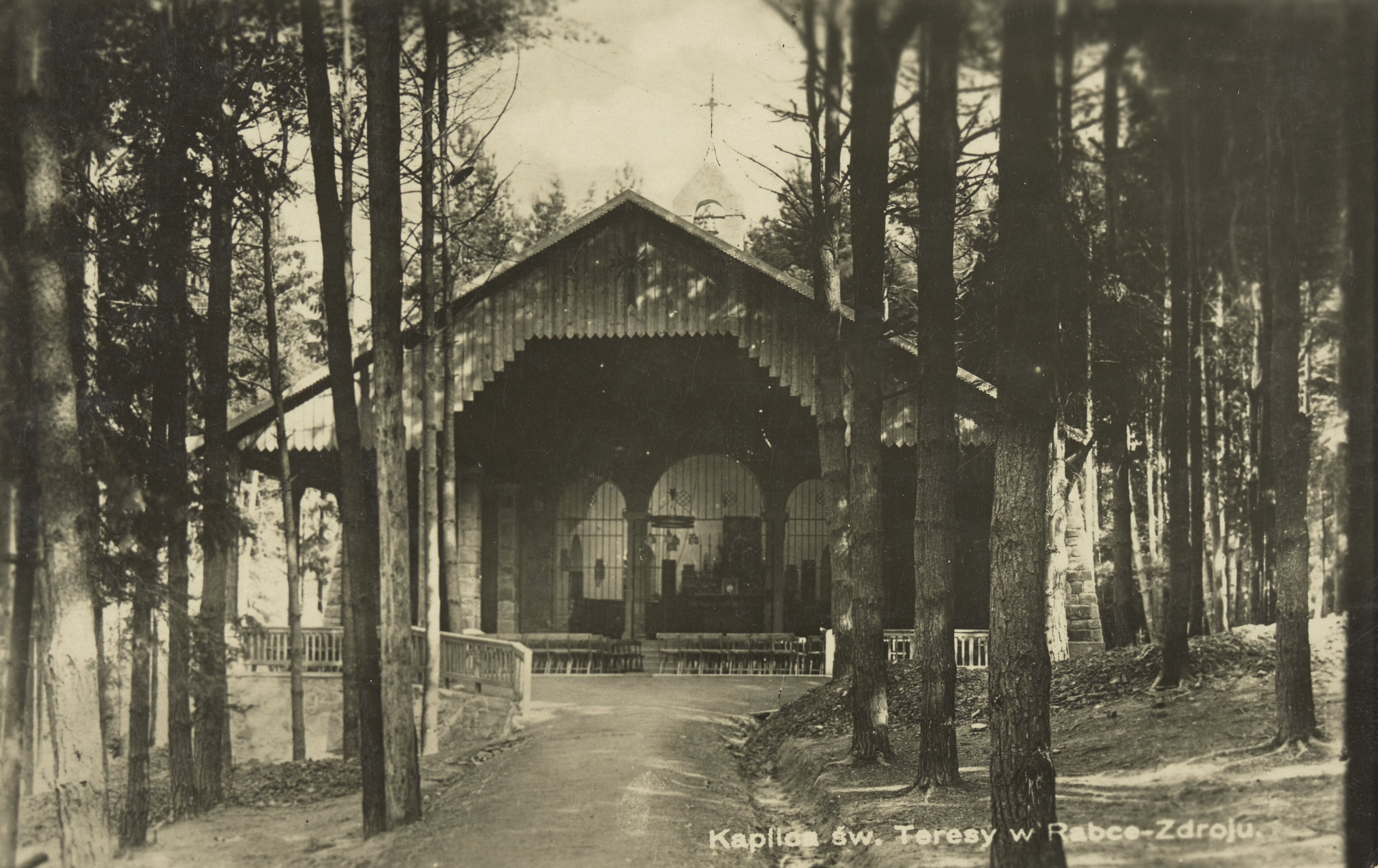
Kaplica św. Teresy w Rabce-Zdroju projektu Adama Kadena, zdjęcie sprzed 1939

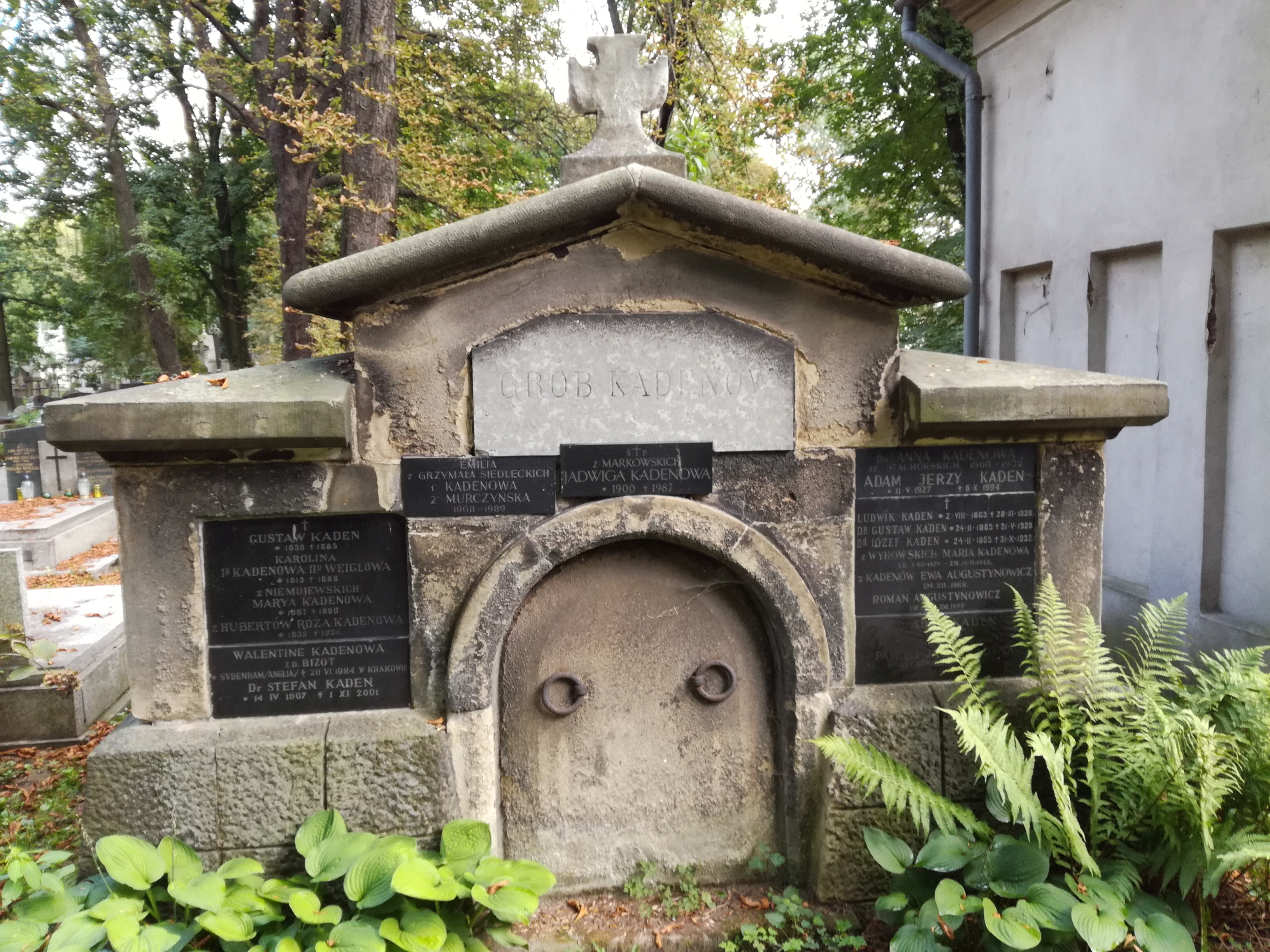
Grób Adama Kadena na cmentarzu Rakowickim

Adam Kaden (ur. 24 sierpnia 1888 we Lwowie, zm. 14 stycznia 1940 w Krakowie) − pisarz, malarz, projektant.

## Życiorys
Był synem lekarza Kazimierza Kadena (1861−1917), właściciela Rabki i jego żony Walerii Mayzel. Ukończył Gimnazjum im. Nowodworskiego w Krakowie, studiował medycynę oraz polonistykę na Uniwersytecie Jagiellońskim. Odbył również roczne studia w Pradze z zakresu malarstwa i rysunku.
W 1914 zaciągnął się do I Brygady Legionów Polskich został jednak w następnym roku zwolniony ze służby wojskowej ze względów zdrowotnych. W 1917 obronił doktorat na Uniwersytecie Jagiellońskim u profesora Ignacego Chrzanowskiego. W latach 1918–1928 zarządzał Zakładem Kąpielowym w Rabce. Zaprojektował w 1927 kaplicę zdrojową.
Zajmował się historią literatury, pisał liryki, satyry, komedie i dramaty. Pisał pod pseudonimem AKA. W 1928 wydał tomik poezji „Pod twym dawnym oknem”, dramat „Sen Kini” wystawiał w 1934 teatr „Cricot”. Malował portrety i pejzaże, projektował witraże, meble i wzory kilimów.
Był trzykrotnie żonaty. Z małżeństwa z  Jadwigą Markowską miał dwoje dzieci córkę Barbarę Swolkień ur. w 1918 lekarza diabetologa, ordynatora szpitala uzdrowiskowego „Lwigród” w Krynicy Zdroju oraz syna Jacka (1919-1943) przyrodnika, znawcę przyrody Rabki i okolic, w okresie II wojny światowej członka Armii Krajowej pseudonim „Park” zamordowanego w KL Auschwitz. Z drugą żoną doktor Anną Stachórską (zm. 1932) miał syna Jerzego (1927-1994) – reżysera i scenarzystę, a z Emilią Siedlecką córkę Elżbietę zamieszkałą w USA. Zmarł w szpitalu w Krakowie. Został pochowany na cmentarzu Rakowickim (pas 24, zach.).